# Patsy Cline
Patsy Cline (Winchester, 8 de setembro de 1932 — Camden, 5 de março de 1963) foi uma cantora norte-americana de música country.

## Biografia

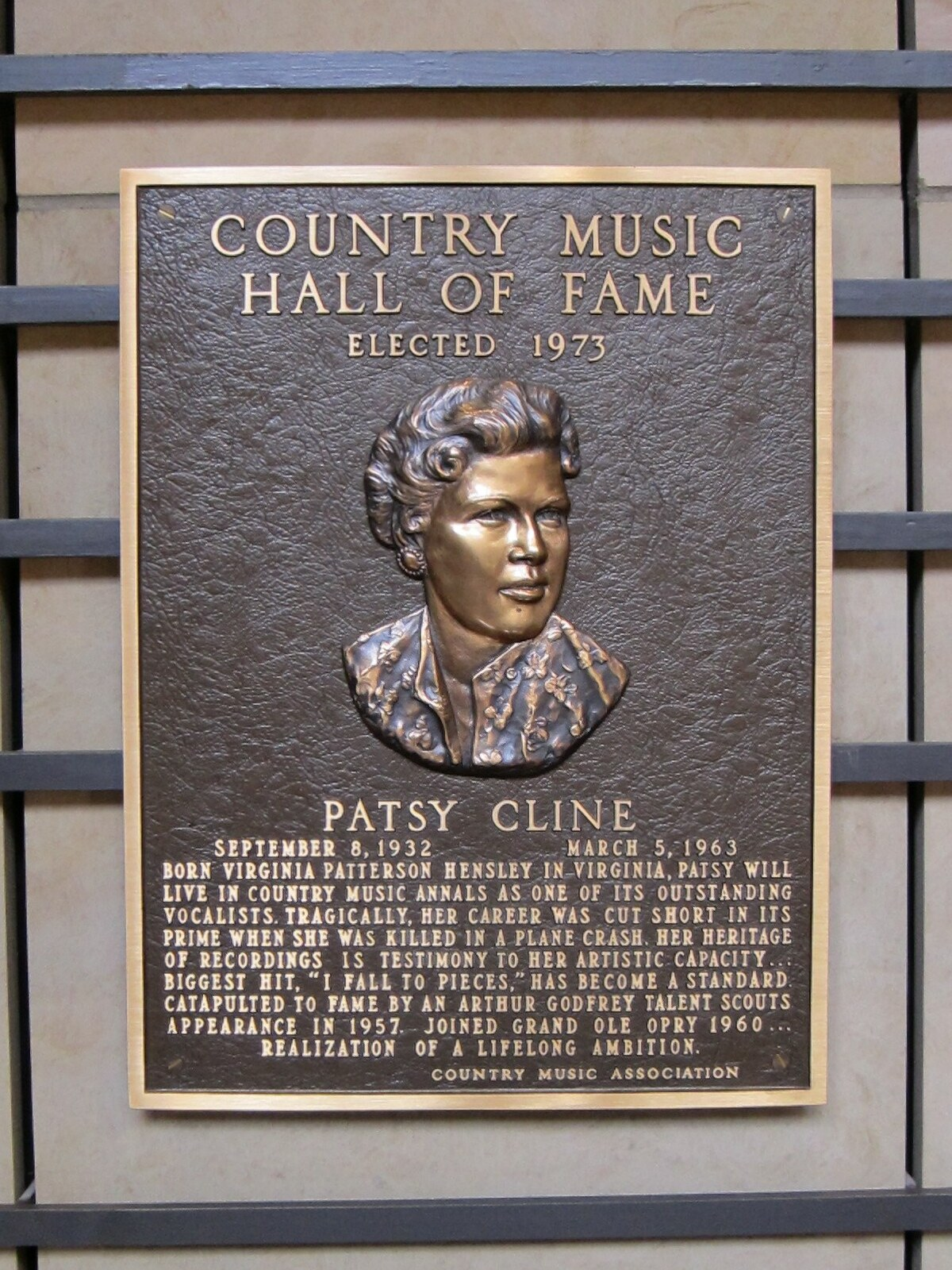
Placa de Patsy Cline no Country Music Hall of Fame.

Nascida Virginia Patterson Hensley em Winchester, na Virgínia, Estados Unidos, ela assinou seu primeiro contrato como cantora country em 1953 e, apesar de sua vida curta, tornou-se uma das intérpretes mais influentes da história da música popular norte-americana.
Seu primeiro sucesso foi "Walkin' After Midnight" (1957), escrito por Don Hecht e Alan Block. Embora tenha começado a carreira gravando rockabilly, era evidente que sua voz combinava mais com os sucessos pop/country. Outros de seus sucessos foram "Crazy", "She's Got You" e "I Fall To Pieces".

## Morte
Cline morreu em um acidente de avião em Camden, Tennessee, aos 30 anos, em 1963. No avião com ela estavam outras figuras conhecidas do country na época, como Hawkshaw Hawkins, Randy Hughes e Cowboy Copas. Hughes, então amante e empresário de Cline, era o piloto do avião. Ela foi sepultada no cemitério Shenendoah Memorial Park, em sua cidade natal.

## Discografia

### Álbuns do estúdio
| Ano  | Álbum                | Posições nas tabelas | Gravadora     |
| Ano  | Álbum                | EUA                  | Gravadora     |
| ---- | -------------------- | -------------------- | ------------- |
| 1957 | Patsy Cline          | —                    | Decca Records |
| 1961 | Patsy Cline Showcase | 73                   | Decca Records |
| 1962 | Sentimentally Yours  | —                    | Decca Records |

### Álbuns de compilação
| Ano  | Álbum                     | Gravadora       |
| ---- | ------------------------- | --------------- |
| 1962 | Patsy Cline's Golden Hits | Everest Records |

### Extended plays
| Ano  | Álbum                            | Gravadora     |
| ---- | -------------------------------- | ------------- |
| 1957 | Songs by Patsy Cline             | Coral Records |
| 1957 | Patsy Cline                      | Decca Records |
| 1961 | Patsy Cline                      | Decca Records |
| 1962 | Patsy Cline                      | Decca Records |
| 1962 | She's Got You                    | Decca Records |
| 1962 | So Wrong/You're Stronger Than Me | Decca Records |

### Singles
| 1955                                                    | A Church, a Courtroom, and Goodbye     | —  | —  | — | —  | Songs by Patsy Cline             |
| 1955                                                    | Hidin' Out                             | —  | —  | — | —  | Songs by Patsy Cline             |
| 1956                                                    | I Love You Honey                       | —  | —  | — | —  | non-album singles                |
| 1956                                                    | I've Loved and Lost Again              | —  | —  | — | —  | non-album singles                |
| 1957                                                    | Walkin' After Midnight                 | 2  | 12 | — | —  | Patsy Cline                      |
| 1957                                                    | Today, Tomorrow, and Forever           | —  | —  | — | —  | non-album single                 |
| 1957                                                    | Three Cigarettes (In an Ashtray)       | —  | —  | — | —  | Patsy Cline                      |
| 1957                                                    | I Don't Wanta                          | —  | —  | — | —  | Patsy Cline                      |
| 1958                                                    | Stop the World (And Let Me Off)        | —  | —  | — | —  | Patsy Cline's Golden Hits        |
| 1958                                                    | Come on In (And Make Yourself at Home) | —  | —  | — | —  | non-album single                 |
| 1958                                                    | I Can See an Angel                     | —  | —  | — | —  | Patsy Cline's Golden Hits        |
| 1958                                                    | If I Could See the World               | —  | —  | — | —  | Patsy Cline's Golden Hits        |
| 1958                                                    | Dear God                               | —  | —  | — | —  | non-album singles                |
| 1959                                                    | Yes, I Understand                      | —  | —  | — | —  | non-album singles                |
| 1959                                                    | Gotta Lot of Rhythm in My Soul         | —  | —  | — | —  | non-album singles                |
| 1960                                                    | Lovesick Blues                         | —  | —  | — | —  | non-album singles                |
| 1960                                                    | Crazy Dreams                           | —  | —  | — | —  | non-album singles                |
| 1961                                                    | I Fall to Pieces                       | 1  | 12 | 6 | —  | Patsy Cline Showcase             |
| 1961                                                    | Crazy                                  | 2  | 9  | 2 | —  | Patsy Cline Showcase             |
| 1962                                                    | She's Got You                          | 1  | 14 | 3 | 43 | Sentimentally Yours              |
| 1962                                                    | When I Get Thru with You               | 10 | 53 | — | —  | non-album single                 |
| 1962                                                    | So Wrong                               | 14 | 85 | — | —  | So Wrong/You're Stronger Than Me |
| 1962                                                    | Heartaches                             | —  | 73 | — | 31 | Sentimentally Yours              |
| 1963                                                    | Leavin' on Your Mind                   | 8  | 83 | — | —  | non-album single                 |
| "—" denota que o single não entrou nas paradas musicais |                                        |    |    |   |    |                                  |

### Lados B
| 1957                                                    | A Poor Man's Roses (Or a Rich Man's Gold) | 14 | —   | Walkin' After Midnight      |
| 1959                                                    | Cry Not for Me                            | —  | —   | Yes, I Understand           |
| 1961                                                    | Who Can I Count On                        | —  | 99  | Crazy                       |
| 1962                                                    | Strange                                   | —  | 97  | She's Got You               |
| 1962                                                    | Image That                                | 21 | 90  | When I Get Through with You |
| 1962                                                    | You're Stronger Than Me                   | —  | 103 | So Wrong                    |
| 1962                                                    | Why Can't He Be You                       | —  | 107 | Heartaches                  |
| "—" denota que o single não entrou nas paradas musicais |                                           |    |     |                             |